# Скала (гмина)
Скала (пол. Skała) — городско-сельская гмина (волость) в Польше, входит как административная единица в Краковский повет, Малопольское воеводство. Население — 9547 человек (на 2004 год).

## Демография
| Перепись                       | Всего   | Всего | Женщины | Женщины | Мужчины | Мужчины |
| ------------------------------ | ------- | ----- | ------- | ------- | ------- | ------- |
| Единицы                        | человек | %     | человек | %       | человек | %       |
| Население                      | 9547    | 100   | 4776    | 50      | 4771    | 50      |
| Плотность населения (чел./км²) | 128,5   | 128,5 | 64,3    | 64,3    | 64,2    | 64,2    |

## Населённые пункты
Барбарка, Голышин, Жеплин, Замлыне, Машице, Минога, Ойцув, Небыла, Свиньчув, Нова-Весь, Поремба-Лясковска, Пшибыславице, Смардзовице, Собесенки, Стоки, Циановице-Дуже, Циановице-Мале, Щодрковице.

## Соседние гмины
1. Гмина Голча
2. Гмина Ивановице
3. Гмина Ежмановице-Пшегиня
4. Гмина Сулошова
5. Гмина Тшичёнж
6. Гмина Велька-Весь
7. Гмина Зелёнки